# Bor u Skutče
Bor u Skutče település Csehországban, a Chrudimi járásban. Bor u Skutče Jarošov, Proseč, Zderaz, Nová Ves u Jarošova és Nové Hrady településekkel határos. Lakosainak száma 139 fő (2024. január 1.).

## Népesség
A település lakosságának változását az alábbi diagram mutatja:
| Lakosok száma | 385  | 399  | 364  | 242  | 201  | 177  | 142  | 139  | 139  | 139  |
|               | 1869 | 1890 | 1921 | 1950 | 1980 | 2001 | 2017 | 2019 | 2022 | 2024 |